# ويليام بال غيلبرت
ويليام بال غيلبرت (بالإنجليزية: William Ball Gilbert)‏ هو قاضي وسياسي أمريكي، ولد في 4 يوليو 1847 في الولايات المتحدة، وتوفي في 27 أبريل 1931 في بورتلاند في الولايات المتحدة. حزبياً، نشط في الحزب الجمهوري. وقد انتخب قاضي محكمة الاستئناف الأمريكية للدائرة الاتحادية وانتخب عضو مجلس نواب أوريغون.